# 咖啡湾 (南非)
咖啡湾（英语：Coffee Bay）是位于南非东开普省狂野海岸一个村镇，在德班以南250公里，人口258人。
乌姆塔塔河在咖啡湾附近注入印度洋。